# Журавлёво (Балейский район)
Журавлёво — село в Балейском районе Забайкальского края России. Входит в состав сельского поселения «Нижнеильдиканское». Основано в конце XVIII — начале XIX века.

## География
Село находится в восточной части района, на правом берегу реки Малый Ильдикан, вблизи места впадения её в реку Талангуй, на расстоянии примерно 31 км (по прямой) к востоку от города Балей, административного центра района. Абсолютная высота — 686 м над уровнем моря. Через Журавлёво проходит автодорога 76К-007.
Климат
Климат характеризуется как резко континентальный с продолжительной холодной малоснежной зимой. Абсолютный минимум температуры воздуха самого холодного месяца (января) составляет −45,5 °C; абсолютный максимум самого тёплого месяца (июля) — 39,2 °C. Среднегодовое количество атмосферных осадков составляет 308,3 мм.
Часовой пояс
Село Журавлёво находится в часовой зоне МСК+6. Смещение применяемого времени относительно UTC составляет +9:00.

## Население
| 1989 | 2002 | 2010 | 2021 |
| ---- | ---- | ---- | ---- |
| 109  | ↘71  | ↘48  | ↘31  |

Половой состав
По данным Всероссийской переписи населения 2010 года, в гендерной структуре населения мужчины составляли 43,8 %, женщины — соответственно 56,2 %.
Национальный состав
Согласно результатам переписи 2002 года, в национальной структуре населения русские составляли 100 % из 71 чел.

## Инфраструктура
В селе функционируют клуб и фельдшерский пункт.